# Андрей Гаврилович Бобрыня
Андрей Гаврилович Бобрыня — бездетный сын московского боярина Гаврилы (Гавши) Андреевича.
Андрей жил на рубеже XIV—XV веков. Его имя начиная с 40-х годов XVI века встречается в частных родословцах, что, возможно, свидетельствует о том, что Андрей либо не смог сделать военную карьеру, либо ему по каким-то причинам пришлось оставить службу. Вероятно он был каким-то образом связан с митрополичьим домом. Об этом свидетельствует меновая грамота, датированная 25 августа 1458 годам, в которой упоминается о том, что Андрей Бобрыня отдал своё село Никольское в Переяславской земле митрополиту. Однако неизвестно, при каком митрополите это произошло — Киприане или Фотии.
Историк А. В. Кузьмин предположил, что Андрей постригся в монахи, с чем связано отсутствие информации о его службе. Также на основании прозвища Андрея Бобрыни историк сделал вывод о том, что тот мог быть основателем Бобренева монастыря в Коломне.

## Комментарии
1. ↑  А. Б. Мазуров высказал предположение о возможной связи Андрея Бобрыни с Бобреневским монастырём. Традиционно основание Бобренева монастыря приписывается князю Дмитрию Михайловичу Боброку Волынскому. Вероятно название монастыря происходило от прозвища основателя. А. В. Кузьмин указал, что слово «Боброк» не может быть трансформировано в название «Бобреневский». На основании ономастического анализа персоналий XV века он сделал вывод, что единственным представителем старомосковской знати с похожим прозвищем был Андрей Бобрыня[1][2].